# Solfara Stretto Cuvello
La solfara Stretto Cuvello o miniera Stretto Cuvello è stata una miniera di zolfo sita in provincia di Agrigento nelle vicinanze di Comitini.
La solfara è stata una delle ultime a chiudere nel 1974; oggi è abbandonata.